# Волпертсхаузен
Волпертсхаузен (њем. Wolpertshausen) општина је у њемачкој савезној држави Баден-Виртемберг. Једно је од 30 општинских средишта округа Швебиш Хал. Према процјени из 2010. у општини је живјело 2.034 становника. Посједује регионалну шифру (AGS) 8127099.

## Географски и демографски подаци
Волпертсхаузен се налази у савезној држави Баден-Виртемберг у округу Швебиш Хал. Општина се налази на надморској висини од 439 метара. Површина општине износи 27,4 km². У самом мјесту је, према процјени из 2010. године, живјело 2.034 становника. Просјечна густина становништва износи 74 становника/km².